# Julien Wanders
Julien Wanders (18 de marzo de 1996) es un deportista de Suiza que compite en atletismo. Ganó una medalla de plata en el Campeonato Europeo de Atletismo por Equipos de 2019, en la prueba de 5000 m.